# Linus Klasen
Robert Linus Alexander Klasen, född den 19 februari 1986 i Stockholm är en svensk ishockeyspelare (ytterforward) som spelar för Djurgårdens IF. Han är son till Robert Klasen, som är trummis i popbandet Noice.
Klasens moderklubb är Huddinge IK som han representerade fram till 2007 med undantag för en säsong universitetsishockey i Kanada. Hans avslutande år med Huddinge slutade laget sist i hockeyallsvenskan men Klasen slutade fyra i skytteligan och värvades till Södertälje SK som gick upp i Elitserien i ishockey. 
Klasens två första säsonger i SSK var starka men ojämna. Han gjorde sin A-landslagsdebut i Tre Kronor i samband med träningsmatchen mot Slovakien den 5 februari 2008. Inför tredje säsongen i SSK gjordes han till lagkapten och svarade med att göra 51 poäng på lika många matcher och värvades efter säsongen slut till Nashville Predators i NHL. Inför debutsäsongen i NHL 2010/2011 drabbades Klasen av en hjärnskakning. Han kom att spela nästan hela säsongen i Nashvilles farmarlag Milwaukee Admirals och fick bara fyra matcher med Nashville.  
Efter en säsong i USA återvände Klasen till Sverige. Den 17 maj presenterades Linus Klasen som nyförvärv till hårdsatsande Malmö Redhawks, hemmahörandes i den svenska andradivisionen. Kontraktet gällde för tre år med start säsongen 2011/2012. Den 22 maj 2012 offentliggjorde dock Luleå Hockey att klubben värvat Klasen med ett tvåårskontrakt. Det blev bara två säsonger i Luleå, då Klasen ville prova på spel i Lugano.

## Inlines
Linus Klasen har dessutom deltagit i 2007, 2008 och 2009 års upplagor av IIHF Inline Hockey World Championships.